# Филадельфийский марафон

Участники на середине дистанции. Честнат-стрит, 2009 г.

Филадельфийский марафон (англ. Philadelphia Marathon; известный также как Филадельфийский независимый марафон англ. Philadelphia Independence Marathon) — традиционный ежегодный международный марафон, проводящийся в Филадельфии (Пенсильвания, США) каждое третье воскресение ноября.

## История
В 2011 году во время марафона погибли два участника. 
В марафоне 2012 года участвовало около 1,5 тысячи участников Нью-Йоркского марафона, отменённого в связи с последствиями урагана Сэнди. Для них была добавлена особая квота. 

## Описание
Дистанция пробега — 26,2 мили. Впервые состоялся в 1954 году. Кроме этого, параллельно с марафоном проводится полумарафон, 8-километровый забег (т. н. «8K») по короткой петле. Ротмановский институт спонсирует это спортивное событие, учреждённое для привлечения более широкой публики. Для детей проводится отдельный забег.
За последнее десятилетие несколько раз побеждали российские легкоатлеты:
- Мужской зачёт:
  - Геннадий Темников (2001)[3]

- Женский зачёт:
  - Эльвира Колпакова (2000)
  - Татьяна Маслова (2002)
  - Марина Бычкова (2006)
  - Машканцева Ирина (2012)[4]

## Победители
В 1994 году марафон стал международным, возобновившись после короткого перерыва в 1990—1993 годах. Ниже приведены победители марафона с 1994 года.
| Год             | Мужской зачёт | Мужской зачёт                                  | Мужской зачёт | Женский зачёт | Женский зачёт                                    | Женский зачёт |
| --------------- | ------------- | ---------------------------------------------- | ------------- | ------------- | ------------------------------------------------ | ------------- |
| 18 ноября, 2012 | 2:17.47       | Майкл МакКиман (Michael McKeeman)              | США           | 2:35.37       | Машканцева Ирина                                 | Россия        |
| 20 ноября, 2011 | 2:19:16       | Фолишо Тако (Folisho Tuko)                     | США           | 2:35:46       | Маришка Крамер (Mariska Kramer)                  | Нидерланды    |
| 21 ноября, 2010 | 2:21:28       | Дэниел Вассалло (Daniel Vassallo, Массачусетс) | США           | 2:38:55       | Маришка Крамер (Mariska Kramer)                  | Нидерланды    |
| 22 ноября, 2009 | 2:17:15       | Джон Круз (John Crews, Северная Каролина)      | США           | 2:46:44       | Ютта Мерилайнен (Jutta Merilainen)               | Канада        |
| 23 ноября, 2008 | 2:19:57       | Андрей Топтун                                  | Украина       | 2:44:02       | Вера Овчарук                                     | Украина       |
| 18 ноября, 2007 | 2:25:01       | Тимоти Пситет (Timothy Psitet)                 | Кения         | 2:42:05       | Кристин Прайс (Kristin Price, Северная Каролина) | США           |
| 19 ноября, 2006 | 2:17:09       | Хоси Кимутаи (Hosea Kimutai)                   | Кения         | 2:40:31       | Марина Бычкова                                   | Россия        |
| 20 ноября, 2005 | 2:21:02       | Джозеф Ндириту (Joseph Ndiritu-2)              | Кения         | 2:43:07       | Эмили Крошас (Emily Kroshus)                     | Канада        |
| 21 ноября, 2004 | 2:19:43       | Майкл Коурир (Michael Korir)-2                 | Кения         | 2:41:57       | Лариса Михайлова                                 | Россия        |
| 23 ноября, 2003 | 2:16:47       | Джозеф Ндириту (Joseph Ndiritu)                | Кения         | 2:45:05       | Шона Кармин (Seana Carmean, Массачусетс)         | США           |
| 24 ноября, 2002 | 2:18:43       | Майкл Коурир (Michael Korir)                   | Кения         | 2:39:47       | Татьяна Маслова                                  | Россия        |
| 18 ноября, 2001 | 2:21:07       | Геннадий Темников                              | Россия        | 2:41:05       | Елена Пластилина                                 | Украина       |
| 19 ноября, 2000 | 2:18:03       | Брайан Клэс (Brian Clas, Нью-Йорк)             | США           | 2:41:56       | Эльвира Колпакова                                | Россия        |
| 21 ноября, 1999 | 2:25:46       | Тесаи Бекеле (Tesfaye Bekele)                  | Эфиопия       | 2:37:59       | Анн-Мари Лок (Anne-Marie Lauck, Нью-Джерси)      | США           |
| 22 ноября, 1998 | 2:24:12       | Райан Грот (Ryan Grote, Нью-Джерси)            | США           | 2:44:59       | Джейн Уонклин (Jan Wanklyn)-2                    | США           |
| 23 ноября, 1997 | 2:19:03       | Гэвин Гейнор (Gavin Gaynor Пенсильвания)       | США           | 2:41:35       | Сара Хантер (Sarah Hunter)                       | Канада        |
| 24 ноября, 1996 | 2:19:55       | Николич Срба (Nikolic Srba)                    | Югославия     | 2:50:01       | Бо-Мари Алтьери (Bea Marie Altieri, Мэриленд)    | США           |
| 19 ноября, 1995 | 2:20:15       | Марк Эндрюс (Mark Andrews, Северная Каролина)  | США           | 2:39:54       | Джеанн Петерсон (Jeanne Peterson, Нью-Йорк)      | США           |
| 20 ноября, 1994 | 2:21:22       | Чарльз Крэбб (Charles Crabb Пенсильвания)      | США           | 2:52:08       | Джейн Уонклин (Jan Wanklyn)                      | США           |